# 村山志保
村山 志保（むらやま しほ、本名：塚田 志保、1971年11月8日 - ）は、元新潟テレビ21のアナウンサー。
夫は政治家の塚田一郎。妹はフリーアナウンサーの村山千代。

## 来歴
新潟県長岡市出身。新潟県立長岡高等学校、早稲田大学卒業。妹の千代も、小学校から大学まですべて姉と同じ学校を卒業している。大学時代には体育会の剣道部に在籍していた。
大学を卒業後、1994年4月に新潟テレビ21に入社。アナウンサーになり、『小野沢裕子のいきいきワイド』で中継リポーターや第3部ローカルパートのニュースキャスターを担当。後継番組の『スーパーJチャンネルにいがた』でも、引き続きニュースキャスターを務めていた。
2003年3月に新潟テレビ21を退社し、塚田一郎と結婚。そして2011年3月に長男が誕生した。村山は塚田との出会いについて「街で偶然にも何度も出会った…運命の出会いだった…」と語っている。